# 蓬泰拉托内
蓬泰拉托内（義大利語：Pontelatone），是意大利卡塞塔省的一个市镇。总面积30平方公里，人口1810人，人口密度60.3人/平方公里（2009年）。ISTAT代码为061061。